# Бабугент
Бабугент (рос. Бабугент) — село у Черецькому районі Кабардино-Балкарії Російської Федерації.
Орган місцевого самоврядування — сільське поселення Бабугент. Населення становить 3408 осіб.

## Історія
Згідно із законом від 27 лютого 2005 року органом місцевого самоврядування є сільське поселення Бабугент.

## Населення
| 2002  | 2010  | 2012  | 2013  | 2014  | 2015  | 2016  |
| ----- | ----- | ----- | ----- | ----- | ----- | ----- |
| 2893  | ↗3408 | ↗3437 | ↗3471 | ↗3509 | ↗3543 | ↗3578 |
| 2017  | 2018  | 2019  | 2020  |       |       |       |
| ↗3592 | ↗3611 | ↗3647 | ↘3640 |       |       |       |